# Sedgwick (Kansas)
Sedgwick – miasto w Stanach Zjednoczonych, w stanie Kansas, w hrabstwie Sedgwick.